# Cytrynik jaskrawy

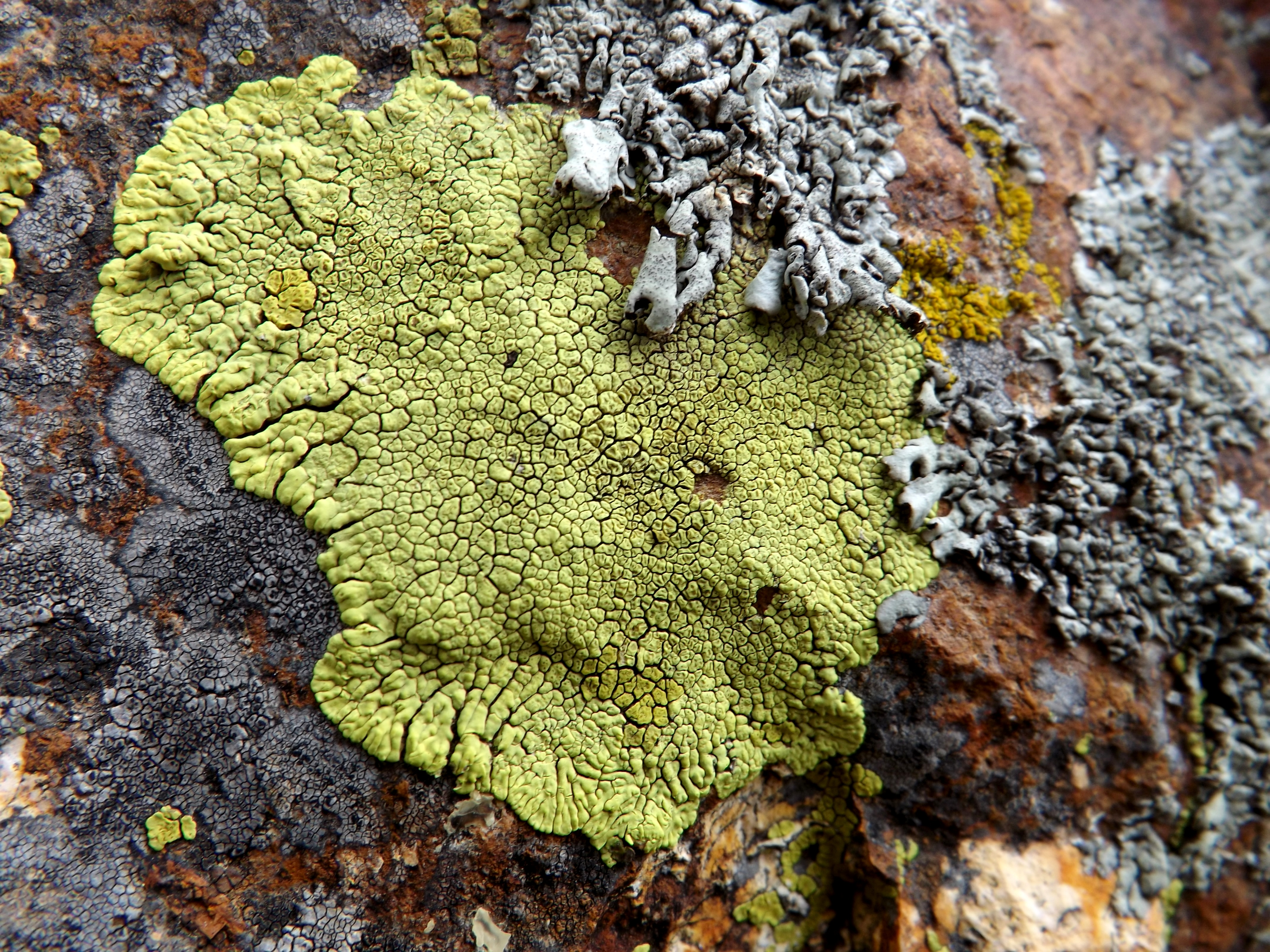
Cytrynik jaskrawy wśród innych porostów

Cytrynik jaskrawy, wielosporek jaskrawy (Pleopsidium flavum (Trevis.) Körb. – gatunek grzybów z rodziny Acarosporaceae. Ze względu na współżycie z glonami zaliczany jest do porostów.

## Systematyka i nazewnictwo
Pozycja w klasyfikacji według Index Fungorum: Pleopsidium, Acarosporaceae, Acarosporales, Acarosporomycetidae, Lecanoromycetes, Pezizomycotina, Ascomycota, Fungi.
Po raz pierwszy gatunek ten opisany został w 1852 r. przez Trevisa jako Acarospora flava. Obecną, uznaną przez Index Fungorum nazwę nadał mu Körber w 1855 r.
Synonimy:
- Acarospora flava (Bellardi) Trevis. 1852
- Gussonea flava (Körb.) Anzi 1860

Nazwa polska według Krytycznej listy porostów i grzybów naporostowych Polski. 

## Morfologia
Plecha skorupiasta o średnicy do kilku cm, tworząca rozetki lub nieregularne płaty. W środku zbudowana jest z areolek, na zewnątrz z promienistych odcinków. Powierzchnia lekko błyszcząca o barwie cytrynowej lub zielonawożółtej. Areolki są wyraźnie wypukłe, przylegają do siebie, a czasami zachodzą na siebie. Mają średnicę 0,5–1 mm. Zewnętrzne odcinki plechy mają długość 1,5–2,5 mm i szerokość ok. 0,5 mm. Ich zewnętrzne końce są pomarszczone. Żółta kora ma grubość 40–70 μm, warstwa glonów 40–90 μm i jest ciągła lub przerywana nieregularnie wiązkami strzępek. Rdzeń zbudowany z paraplektenchymy z granulkami. 
Apotecja mają średnicę 0,5–1 mm. Występują pojedynczo na górnej powierzchni areolek, są w nie wgłębione lub siedzące. Mają brudnożółte, płaskie lub nieco wypukłe tarczki i gładki, gruby, trwały brzeżek. Brzeżek ten nigdy nie zasłania całkowicie osłony apotecjum. Brudnożółte lub jasnożółte hymenium ma grubość 65–100 μm i zbudowane jest głównie z antyklinalnych strzępek. Zielonkawożółte epihymenium ma grubość do 20 μm, bezbarwne hypotecjum do 20 μm. Worki zgrubiałe, o rozmiarach 50–70 × 16–24 μm. Pomiędzy workami zlepione wstawki z wieloma przegrodami, o grubości 1.7–2 μm w nasadzie. Zarodniki bezbarwne, raczej wąsko elipsoidalne, proste, o rozmiarach 4–5 × 1,7–2 μm. W jednym worku znajduje się około 100 zarodników. Pyknidia głęboko zanurzone z bladymi ostiolami. Pykniospory o rozmiarach 2–2,5× 0,7–0,8 μm.
Reakcje barwne: wszystkie ujemne, tylko UV + pomarańczowy. Kwasy porostowe: kwas rizokarpiowy, akaranoinowy i akarenoinowy lub lichesteriniowy.

## Występowanie i siedlisko
Występuje w górach i w tundrze na całej półkuli północnej. Sięga po najdalej na północ wysunięte skrawki Półwyspu Skandynawskiego, na południu po Meksyk i Indie. W Polsce występuje tylko w Tatrach i Sudetach. W Sudetach jest rzadki, w Tatrach częsty, w niektórych miejscach występuje na skałach tak obficie, że niektóre szczyty zawdzięczają mu swoją nazwę (np. Żółta Turnia). 
Rośnie głównie na skałach krzemianowych, zazwyczaj na pochyłych lub pionowych ścianach, lub nawisach skalnych.

## Gatunki podobne
Podobny jest Pleopsidium chlorophanum, w niektórych ujęciach taksonomicznych Pleopsidium flavum klasyfikowany jest jako jego synonim. Podobny jest także Acarospora schleicheri rosnący głównie na ziemi i na mchach.